# Marilyn (chanson)
Pour les articles homonymes, voir Marilyn (homonymie).
Singles de Indochine
Le Grand Secret Un singe en hiver
Pistes de Paradize
La Nuit des fées Le Manoir
Marilyn est une chanson d'Indochine parue sur l'album Paradize en 2002.
Initialement, le nom de code de la chanson était Marilyn car il reprenait des samples d'une chanson de Marilyn Manson, Rock Is Dead, présente sur l'album Mechanical Animals.
Le nom de code est finalement devenu le titre de la chanson. Dans le clip vidéo, des éléments visuels se rapportant à l'univers de Marilyn Manson sont présents (Imageries sombres, croix, nonnes, sado-masochisme…). Les paroles de la chanson représentent bien l'esprit de Marilyn Manson, « se faire mal » illustre la cruauté et le refrain « moi je veux vivre, vivre, encore plus fort » illustre la beauté et la vitalité. En effet, les concepts de beauté et de cruauté, de vitalité et de mort s'opposent constamment dans les chansons de Manson.

## Classements
| Classement                              | Meilleure position |
| --------------------------------------- | ------------------ |
| Belgique (Wallonie Ultratop 50 Singles) | 25                 |
| France (SNEP)                           | 22                 |
| Suisse (Schweizer Hitparade)            | 71                 |